# Îles Vierges des États-Unis aux Jeux olympiques d'hiver de 1988
Les Îles Vierges des États-Unis participent aux Jeux olympiques d'hiver de 1988 à Calgary au Canada du 13 au 28 février 1988. Il s'agit de leur 1re participation à des Jeux olympiques d'hiver. La délégation est composée de six athlètes concourant dans trois sports, la porte-drapeau est la skieuse alpine Seba Johnson.

## Bobsleigh
| Athlètes                          | Épreuve    | Course 1      | Course 1 | Course 2      | Course 2 | Course 3      | Course 3 | Course 4      | Course 4 | Total         | Total |
| Athlètes                          | Épreuve    | Temps         | Rang     | Temps         | Rang     | Temps         | Rang     | Temps         | Rang     | Temps         | Rang  |
| --------------------------------- | ---------- | ------------- | -------- | ------------- | -------- | ------------- | -------- | ------------- | -------- | ------------- | ----- |
| John Foster John Reeve            | Bob à deux | 1 min 01 s 11 | 38e      | 1 min 03 s 06 | 40e      | 1 min 04 s 14 | 39e      | 1 min 02 s 70 | 37e      | 4 min 11 s 01 | 38e   |
| Harvey Hook Christopher Sharpless | Bob à deux | 1 min 01 s 05 | 37e      | 1 min 02 s 70 | 39e      | 1 min 03 s 42 | 36e      | 1 min 01 s 92 | 34e      | 4 min 09 s 09 | 35e   |

## Luge
| Athlète        | Course 1 | Course 1 | Course 2 | Course 2 | Course 3 | Course 3 | Course 4 | Course 4 | Total          | Total |
| Athlète        | Temps    | Rang     | Temps    | Rang     | Temps    | Rang     | Temps    | Rang     | Temps          | Rang  |
| -------------- | -------- | -------- | -------- | -------- | -------- | -------- | -------- | -------- | -------------- | ----- |
| Anne Abernathy | 47 s 106 | 15e      | 47 s 316 | 16e      | 47 s 742 | 17e      | 47 s 073 | 16e      | 3 min 09 s 237 | 16e   |

## Ski alpin
| Athlète      | Épreuve      | Manche 1      | Manche 2      | Total         | Total |
| Athlète      | Épreuve      | Temps         | Temps         | Temps         | Rang  |
| ------------ | ------------ | ------------- | ------------- | ------------- | ----- |
| Seba Johnson | Slalom géant | 1 min 19 s 27 | 1 min 29 s 94 | 2 min 49 s 21 | 28e   |
| Seba Johnson | Super-G      | NC            | NC            | DSQ           | -     |